# Lill-Slåttjärnen
Lill-Slåttjärnen är en sjö i Bräcke kommun i Jämtland och ingår i Ljungans huvudavrinningsområde.